# Dorcadiopsis planipennis
Dorcadiopsis planipennis – gatunek chrząszcza z rodziny kózkowatych i podrodziny zgrzypikowych. Jedyny przedstawiciel rodzaju Dorcadiopsis.

## Zasięg występowania
Gatunek ten występuje w Etiopii.